# Неділко Микола Семенович
Микола Неділко (нар. 23 листопада 1902, с. Ющенівка, Сумська обл. — пом. 12 травня 1979, Глен Ков, штат Нью-Йорк, США) — український художник; один з найоригінальніших кольористів і пейзажистів вітчизняного мистецтва, якого називають українським Ван Гогом. Його талантом захоплювалися поціновувачі мистецтва в Нью-Йорку, Філадельфії, Вашингтоні, Парижі. Про нього знали в США, Канаді, Аргентині, Австрії, Німеччині. 

## Життєпис
Батько, Семен Неділко, був сільським лікарем. Мати, Софія, походила з роду Мурашків. В родині, окрім Миколи, було ще двоє дітей — син Володимир і дочка Надія.
Микола не захотів іти шляхом батька-лікаря і після закінчення середньої школи вступив 1923 року на факультет живопису Київського художнього інституту, де навчався під керівництвом Федора Кричевського і Михайла Бойчука Спеціалізацією Неділка була пейзажистика і театральна декорація.
1928 року закінчив Київський художній інститут. Живопис, орієнтований на будні трудового народу його не захоплював. Тому майстер шукає порятунку на нейтральній території — в театрі. Працював декоратором сцени в Оперному театрі та підробляв на декількох столичних студіях.
Художник не відчуває себе вільним в умовах радянської ідеології, не бачить перспектив у своїй творчості, обрав шлях пасивного опору, неодноразово мав неприємності з «органами», був арештованим. Два роки провів у тюрмі. 
Навесні 1929 року знайомиться з артисткою Київської оперети Оксаною Чумак і одружується з нею. Переходить на постійну роботу до Театру музичної комедії та оперети, де працює до початку 1940-х. З початком Другої світової війни Микола разом з Оксаною і двома друзями-художниками, Миколою Азовським і Михайлом Дмитренком, виїжджають до Львова.  
Коли в Львові після приходу німців зорганізували Спілку образотворчих митців, Микола Неділко став одним із перших її учасників. Виставляв свої роботи на всіх виставках Спілки. Його картини користувалися особливим успіхом у глядачів за свій багатий колорит. Саме у воєнний період до митця раптово прийшла слава. 
З відступом німців іншого шляху, як на захід, в Неділка не було — більшовики вважали його зрадником і дезертиром. 1944 року він разом із дружиною іммігрує до Німеччини, через декілька років переїздить до Аргентини, а потім, 1961, до Америки (Нью-Йорк).
Персональні виставки Неділка відбулися в Нью-Йорку (1962, 1965, 1966, 1980), Парижі (1965), Філадельфії (1976), Едмонтоні й Торонто (1988).  
Помер навесні 1979 року у містечку Глен Ков, штат Нью-Йорк. Похований на українському цвинтарі в Баунд-Бруку. 

## Вшанування
Об'єднання українських художників організувало посмертну виставку Миколи Неділка в Нью-Йорку, представивши найкращі твори майстра.  
Твори Неділка зберігаються в Українському Музеї в Нью-Йорку і в Канадській Українській Мистецькій Фундації в Торонто. Яскравість, експресія, несподівані кольори — те, чим відразу приваблюють картини Неділка. Кажуть, американські колекціонери й зараз за великі гроші купують на аукціонах невеликі полотна цього рішучого колориста. Оригінальні картини Неділка сьогодні є великою рідкістю. 
19.10. 2020 в хуторі Ющенківка з’явилася нова туристична локація – пам’ятний знак на честь видатного земляка Миколи Неділка.
Цей знак є продуктом роботи учнів 11 класу Берестівської загальноосвітньої школи І – ІІІ ступенів Липоводолинської селищної ради Сумської області над проєктом «Арт-пам’ятки Липоводолинщини». Керівники проєкту: учителі Берестівської загальноосвітньої школи І – ІІІ ступенів Липоводолинської селищної ради Сумської області Шеденко Ніна Володимирівна та Шеденко Олексій Миколайович. Модератор проєкту: історик мистецтва, археолог, митець Аленінський Костянтин Володимирович.
Тип проєкту: дослідницький, творчий, практично-орієнтований.
Основні та дотичні предмети проєкту: технології (трудове навчання), українська література, українська мова, образотворче мистецтво, художня культура, історія України, географія, математика.
Мета й завдання проєкту:
Дослідити, які відомі митці мають територіальне відношення до Липоводолинщини (народилися, навчалися, жили, працювали тощо). Знайти інформацію про них, дізнатися, чи є на місцях пам’ятні знаки цим людям. (Дослідницька частина).
За відсутності розробити ескізи для створення локації, пов’язавши форму об’єкту з видом діяльності митця. (Творча складова проєкту).
Виготовити та встановити арт-об’єкт для туристичного краєзнавства. Забезпечити поширення інформації про нову локацію Липоводолинщини. (Практично-орієнтована частина роботи).
Партнери проєкту: вояж-компанія «Верижиця», приватний музей «Причал Одісея». Інформаційний партнер проєкту: газета «Наш край».

У ході роботи над ескізом було застосовано метод «Коло ідей». Саме так з’явився задум створити знак у формі верстового стовпа. Така форма вказує на те, що Миколі довелося скитатися світом у пошуках місця, де можна було б жити й творити. На стилізованих у формі олівця стрілках (що знову ж натякає на те, що він художник) вирішили написати 4 країни, пов’язані з його життям: Україна – місце народження та місце сили, саме в Україні до нього приходить слава художника. Німеччина – місце, куди він утік від переслідувань радянської влади, та де його талант розвинувся ще дужче. Аргентина – країна, де він намагався знайти прихисток від переслідувань, де багато працював, але змушений був знову покинути цю країну. США – останнє місце життя та місце, де він на повну силу показав потужність свого таланту.

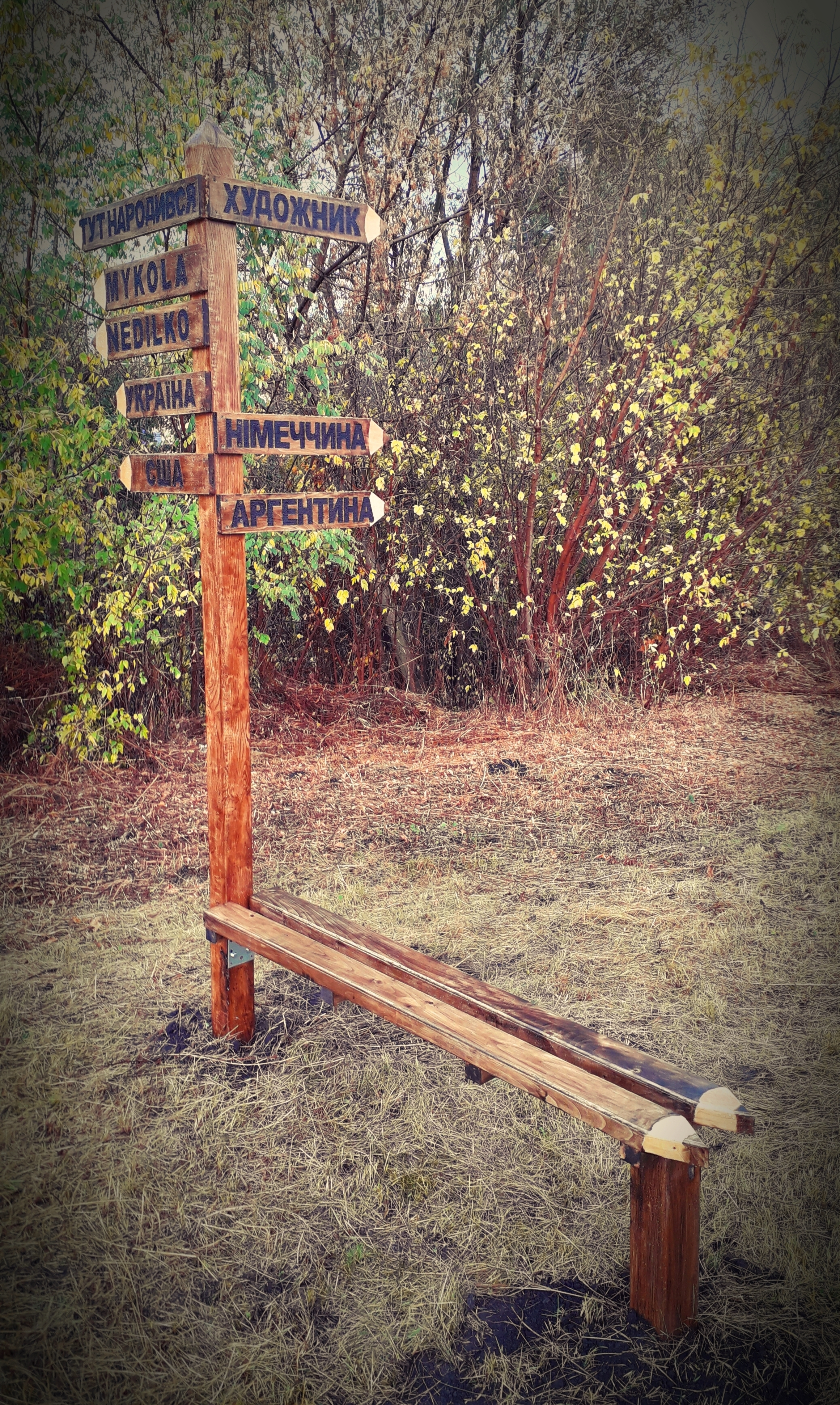

На стовпі з однієї сторони встановили написи: «Тут народився», «Mykola», «Nedilko», «Україна», «США». З іншої сторони добавили пояснення, що він саме художник та вказали ще дві країни проживання. Прізвище та ім’я вирішили писати саме так для того, щоб уникнути непорозуміння з м’яким знаком у прізвищі (Неділько – Неділко), та й свої відомі твори художник підписував латиницею. Знак вирішили поєднати з лавочкою у формі олівців, що також символізуватиме творчість художника та дасть змогу туристам відпочити й помилуватися краєвидами.